# Lop Nor
Der ausgetrocknete Salzsee Lop Nor (chinesisch 罗布泊, Pinyin luó bù pō oder nach 1971 chinesisch 大耳朵, Pinyin Da'erduo für „Große Ohrmuschel“) liegt in einer Höhe von 780 m an der tiefsten Stelle des Tarimbeckens im nordwestchinesischen Uigurischen Autonomen Gebiet Xinjiang. Er war einer der größten und am weitesten vom Meer entfernten abflusslosen Salzseen der Erde. Nach vorübergehender Austrocknung seines Zuflusses Kum-darja füllte er sich im Jahr 1921 wieder, bis er von 1958 bis 1961 oder bis 1962 zum letzten Mal austrocknete. Unter der braunen Erdkruste und der steinharten, aber dünnen weißen Salzkruste, die das Becken des ausgetrockneten Sees überziehen, dehnt sich ein Salzsumpf aus.
Seit der Austrocknung des Sees ist auf Satellitenbildern in dem ehemaligen Seebett ein Muster konzentrischer, ringförmiger Linien zu erkennen, das einer Ohrmuschel ähnelt. Es handelt sich dabei um historische Uferlinien.
Ende des 20. Jahrhunderts gab es aus ökologischen Gründen Versuche, den See durch die Einleitung von Wasser aus dem Bosten-See neu zu beleben. Darauf wird China aber in Zukunft aus wirtschaftlichen Gründen verzichten, da es inzwischen begonnen hat, das Seebecken durch Straßen und eine Eisenbahntrasse zu erschließen und die Bodenschätze zu fördern. Seit 2008 werden dort jährlich 1,2 Millionen Tonnen Kali-Dünger produziert; im Jahr 2014[veraltet] soll diese Produktion auf 3 Millionen Tonnen gesteigert werden.
Seit 2006 durchzieht die Fernstraße S235 den Bereich des ehemaligen Salzsees.

## Zum Namen
Andere Schreibungen für Lop Nor sind Lop Nur (mongolisch Лоб нуур, Lob nuur) und Lob Nor.
Der Name Lop Nor stammt aus der oiratisch-mongolischen Sprache und heißt „der See, in den viele Wasserquellen zusammenströmen“ (englisch: the lake converging many water sources), womit „Einzugsgebiet für den Zufluss verschiedener Flüsse“ (englisch: catchment for the afflux of several rivers) gemeint ist. Der Name wird seit der Yuan-Dynastie verwendet. Das mongolische Wort Nor bedeutet „See“.
Im Chinesischen hat er mehrere Namen, traditionell 羅布泊 oder 羅布淖爾 bzw. vereinfacht  罗布泊 oder 罗布淖尔. Historisch wurde der See in alten chinesischen Texten mit verschiedenen Namen bezeichnet, darunter Yan Ze (鹽澤), was „Salzsumpf“ im Shiji bedeutet oder Puchang Hai (蒲昌海), was „Meer des üppigen Schilfs“ im Han Shu bedeutet.
Der Name Lop Nor ist seit mindestens dem späten 19. bis frühen 20. Jahrhundert in Gebrauch, wobei die erste aufgezeichnete Verwendung sowohl im Englischen als auch im Deutschen auf 1895–1900 datiert wird, als die wissenschaftliche und geographische Erforschung Zentralasiens zunahm.

## Der ursprüngliche Glazialsee

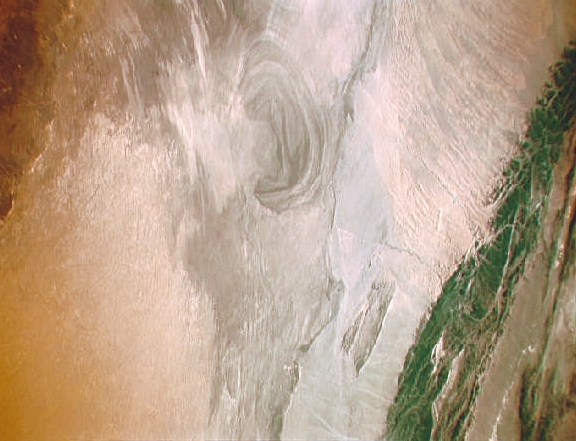
Satellitenaufnahme von dem mittleren Teil des Seebeckens Lop Nor mit der Helix des früheren Sees Lop Nor. Links im Vordergrund sieht man einen Teil des Gebirges Kuruktagh mit Kratern des Kernwaffentestgeländes Lop Nor, im Hintergrund die Hänge des Kumtagh und die Hochebene des Astintagh. Blick vom Nordwesten Richtung Südosten.

In der letzten Eiszeit waren die Taklamakan und die Wüste Lop Nor fast ganz von einem Glazialsee bedeckt. Das lassen Bohrkerne erkennen, die im Jahr 2003 beim Lop Nor Environmental Science Drilling Project in 160–250 Meter Tiefe entnommen wurden. Sie zeigen laut Fang Xiaomin vom Institute of Earth Environment of the Chinese Academy of Sciences, dass im Bereich des ehemaligen Sees vor 1,8 bis 2,8 Millionen Jahren ein sehr tiefer und mehr als 20.000 km² großer Süßwassersee gewesen ist, der sich über einen langen Zeitraum mit beständigem Starkregen über das Gebiet der Wüste Lop Nor hinaus bis in das Gebiet der Taklamakan-Wüste hinein erstreckte. In den Bohrkernen wurden 60 Meter mächtige Ablagerungen von Indigo-Silt in gelber Farbe mit hohem Gips-Anteil gefunden, die bestätigen, dass ein Süßwassersee von großer Tiefe bestanden hat, an dessen Grund Sauerstoff fehlte. Funde von Muscheln in den Bohrkernen zeigen, dass der See auch in späterer Zeit ein Süßwassersee gewesen ist.
Die Oberfläche eines Sees lag vermutlich auf etwa 900 m; das ist südlich und nördlich der Wüste Lop Nor an steilen und durchschnittlich 20 Meter hohen Seeterrassen zu erkennen, die seinerzeit durch das Seewasser aus der umgebenden Küste herausgeschnitten worden sind und derzeit auf 870 bis 900 m Höhe liegen. Auch in der Taklamakan finden sich in einer Höhe von etwa 1000 m Hinweise auf einen See.
Vor 1,8 Millionen Jahren entstand im Pliozän im östlichen Tarimbecken durch eine tektonische Abschiebung das tiefer gelegene Becken, in dem sich jetzt die Wüste Lop Nor befindet. Dort bildete sich um 780.000 vor unserer Zeitrechnung durch neue tektonische Absenkungen am Ende des mittleren Pleistozän ein sekundäres Seebecken heraus.
Vor 800.000 Jahren änderte sich das Klima im Tarimbecken; es wurde extrem trocken. Der Glazialsee verkleinerte sich. Nach dem Austrocknen der Taklamakan wurde das Seebecken Lop Nor zum Ziel aller Flüsse des Tarimbeckens, die dort ihre Deltas bildeten, ihre Endseen Lop Nor und Karakoshun mit Wasser versorgten und das in den Flüssen mitgeführte Salz in einer riesigen Salzpfanne ablagerten.

## Der See Lop Nor
Die massenspektrometrische Untersuchung von Sedimenten mit biotischen Ablagerungen im Jahr 2006 lassen vier Klimaperioden erkennen.
Seit 1980 untersuchte ein Team der Chinesischen Akademie der Wissenschaften den Lop Nor. Es stellte in den Jahren 1980 bis 1981 mithilfe der Radiokohlenstoffmethode fest, dass der See Lop Nor seit über 20.000 Jahren andauernd in wechselnder Größe und Lage im Lop-Nor-Becken bestanden hat, wozu das aride bis vollaride Klima beitrug, das sich über einen langen Zeitraum nicht veränderte. Die Flussläufe in den Deltas mäanderten und bildeten dabei Yardangs, die als lang gestreckte Inseln zwischen den verschiedenen Flussläufen stehen blieben.
Die wechselnde Höhe des Seespiegels zeichnet sich ab an der Schichtenfolge jenes Sockels, auf dem sich die Stupa (auch als Wachturm bezeichnet) von Loulan befindet; einige der sechs Schichten bestehen nur aus feinen gelben Sanden, andere dagegen aus Ton mit pflanzlichen und tierischen Überresten, darunter Schalen von Süßwasserschnecken.

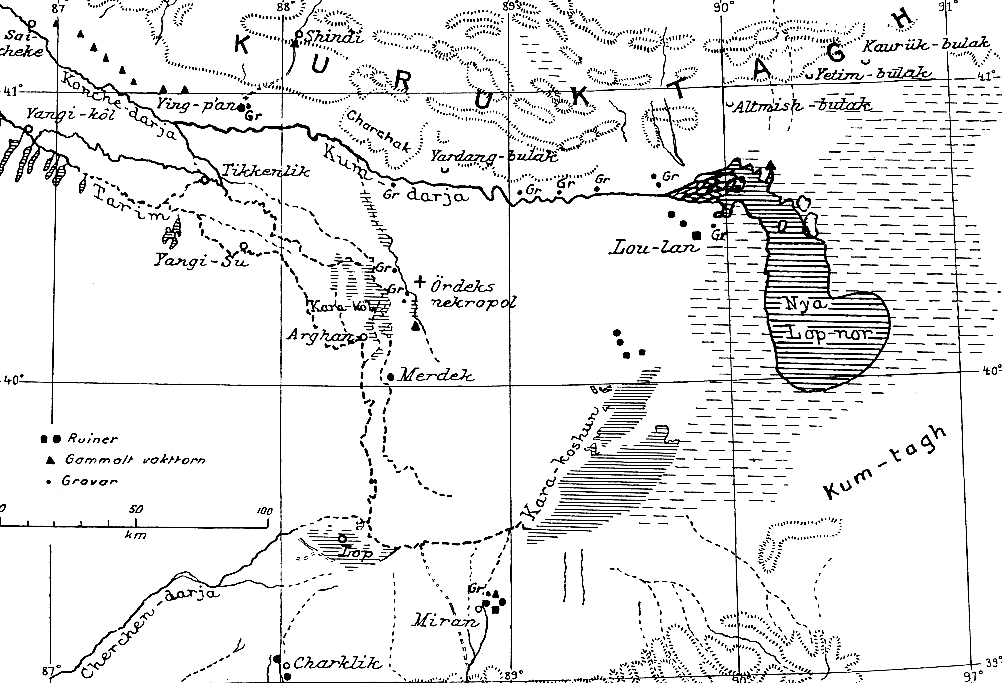
Landkarte (1935) von Folke Bergman mit den hauptsächlichen archäologischen Funden der Chinesisch-Schwedischen Expedition 1927–1933 in der Wüste Lop Nor in Xinjiang, China
Übersetzungen:
Ruiner: Ruinen von Siedlungen und Festungen aus der Zeit vor 330
Gammalt vakttorn: Ruinen von Signaltürmen der Chinesischen Mauer
Gravar: Grabstätten aus der Zeit 2000 v. Chr. bis 330
Bulak: Brunnen (seit 1971 ausgetrocknet)
Ördeks nekropol: Nekropole, die von Sven Hedins Führer Ördek gefunden und von Folke Bergman erforscht und dokumentiert wurde; neuer Name: Xiaohe
Nya Lop-nor: See Lop Nor, der in den Jahren 1921–1971 bestand, von der Chinesisch-Schwedischen Expedition vermessen wurde und dann austrocknete

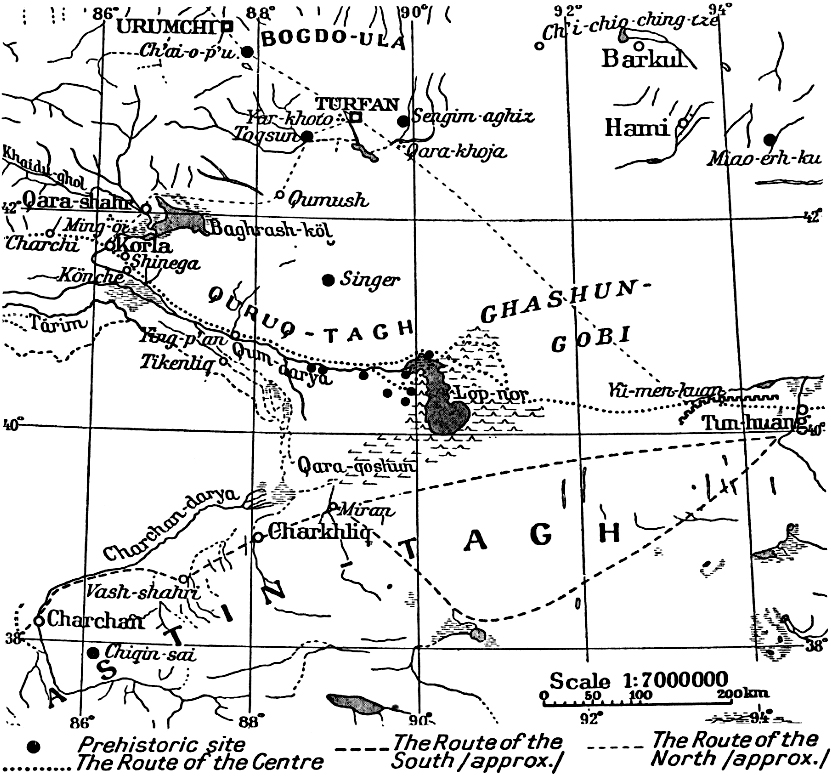
Landkarte von Folke Bergman vom östlichen Xinjiang aus dem Jahr 1939 mit prähistorischen Fundstätten und den Routen der Seidenstraße

An den Flussläufen, die zum Lop Nor hinführten, entstanden Flussoasen, die vor 4000 Jahren frühbronzezeitliche Siedlungen mit Nekropolen ermöglichten. Ab 900 v. Chr. entstanden eisenzeitliche Siedlungen mit Gräberfeldern. Im Nordwesten Chinas begann um 200 v. Chr. eine Periode hoher Temperaturen und starker Niederschläge, die vom dritten bis zum fünften Jahrhundert durch eine Periode anhaltender Trockenheit und Dürre abgelöst wurde. Ab 200 v. Chr. wurden die Flüsse, die ihr Wasser zum Lop Nor hinführten, zu breiten Strömen, die das Wasser des Sees entsalzten, Süßwasser über das Seeufer schwemmten und große Feuchtgebiete schufen, die landwirtschaftlich genutzt werden konnten. Der Lop Nor war nun von fast unschätzbarer Bedeutung für die Kulturen des Tarimbeckens entlang der Seidenstraße.
In Aufzeichnungen aus der Han-Dynastie (206 v. Chr. – 200 n. Chr.) wird der See Lop Nor so beschrieben: „P’u-ch’ang Hai (d. h. Lop Nor) bedeckt ein Gebiet von 300 Li (= 150 km) Länge und Breite, das Wasser endet hier, niemals verändert sich seine Höhe.“ Alte chinesische Karten zeigen den Salzsee im Durchmesser von 150 km. Der Klimawandel führte ab 200 v. Chr. zu Stadtgründungen in Loulan, Miran, Haitou, Yingpan, Merdek und Qakilik. Die Stadt Loulan, die an einem Flusslauf lag und als Vorposten der Chinesen eine wirtschaftliche Blütezeit erlebte, wurde um 330 zusammen mit weiteren Siedlungen am Kum-darja wegen des Wassermangels aufgegeben. Eine Ursache war ein beginnender Klimawechsel, der dazu führte, dass die Flussläufe und Flussoasen austrockneten und dass in Loulan von nun an das Süßwasser fehlte. Es wurde auch vermutet, dass die häufigen Erdbeben den Tarim in eine andere Richtung lenkten. Die mittlere Seidenstraße nördlich des Sees Lop Nor war von nun an unbegehbar, und die Bevölkerung in der Wüste Lop Nor nahm rapide ab.
Nach einem Bericht des Chinesen Li Daoyuan mit Titel Shuijing zhu (2. Teil), der vor dem Jahr 527 n. Chr. entstand, besaß der See drei Zuflüsse: Qiemo (d. h. Tschertschen-Darja oder Qarqan He), Nan (d. h. Tarim) und Zhubin (d. h. Hädik-gol und seine Unterläufe Konqi, Kontsche-darja und Kum-darja). Offenbar führte der See zu diesem Zeitpunkt wieder Wasser. In der späten Qing-Dynastie war er von Osten nach Westen 80 oder 90 Li (40 oder 45 km) lang und vom Süden nach Norden 1–2 oder 2–3 Li (0,5–1 oder 1–1,5 km) breit.
Es könnte sein, dass der Lop Nor noch Anfang des 18. Jahrhunderts als See bestand. Sven Hedin notierte, was ihm 1896 der achtzigjährige Häuptling Kuntschekan Bek im Fischerdorf Abdal mitgeteilt hatte: „dass sein Großvater, Numet Bek, in seiner Jugend an einem großen, nördlich vom Karakoshun gelegenen See gewohnt habe, und dass der Karakoshun sich erst etwa 1720 gebildet habe“.
In den Jahren 1725 bis 1921 füllte sich das Seebecken Karakoshun im Südwesten der Wüste Lop Nor mit Süßwasser vom Tarim, und der Lop Nor wurde zu einem Salzsumpf. 1921 trocknete der Karakoshun aus, und der Tarim brachte sein Wasser wieder zum Lop Nor. Die uigurischen Loplik verließen um 1920 die Siedlungen in der Wüste Lop Nor, nachdem eine Pest-Epidemie dort zu zahlreichen Todesfällen geführt hatte.
Die Größe des Sees betrug im Jahr 1928 3100 km², im Jahr 1931 1500–1800 km², im Jahr 1942 3006 km², im Jahr 1950 2000 km² und im Jahr 1958 5350 km². Den tiefsten Wasserstand hatte der Lop Nor 1934 in der spiralförmigen Erhebung, ein nur wenige Zentimeter hoher Wasserstand bestand zwischen dem Bereich der Erhebung und der nördlich liegenden Einmündung des Flusses Kum-darja. Die Feuchtgebiete am See hatten eine Größe von 10.000 km².
Sven Hedin befuhr den nördlichen Teil des Sees am 16. Mai 1934. Nach seinen Angaben war der See 130 km lang und bis zu 80 km breit.
Seit 1949 führte das Produktions- und Aufbaukorps Xinjiang im Tarimbecken und im Yanji-Becken zahlreiche Bewässerungsprojekte durch, um zugewanderte Han-Chinesen in Xinjiang anzusiedeln. Allein im Bereich des Tarim und seiner Zuflüsse stiegen die bewässerten Ackerflächen von 351.200 ha im Jahr 1949 auf 776.600 ha im Jahr 1994; im gleichen Zeitraum wurden Bewässerungskanäle in der Länge von 1.088 km sowie 206 Staubecken mit einer Gesamtkapazität von 3 Milliarden Kubikmeter Wasser gebaut. Das überschüssige Wasser des Bosten-Sees, das bis 1949 vor allem den Lop Nor gespeist hatte, wurde seit 1949 zur Bewässerung des Yanji-Beckens verwendet. Der Abfluss des Bosten-Sees, der Konqi, erhielt seitdem nur wenig Wasser und konnte den Kontsche-darja und dessen Unterlauf Kum-darja sowie den Unterlauf des Tarim nicht mehr versorgen. Seit 1961 oder 1962 sind der Lop Nor und seine Feuchtgebiete vollständig trockengefallen. Das führte zu dem Absterben der Ufervegetation und zur Ausbreitung der Dünen.
Aus ökologischen Gründen wurde seit April 2000 mehrmals Wasser aus dem Bosten-See über den Konqi in den Tarim und in den See eingeleitet. Gemäß einem Beschluss des Uigurischen Autonomen Gebietes Xinjiang vom Winter 2000–2001 soll Wasser aus dem Fluss Lio durch einen Tunnel unter dem Tianshan-Gebirge zu dem Fluss Tarim geleitet werden, damit der See Lop Nor durch Wasser aus dem Ilo neu entstehen kann. Das Projekt trägt den Namen „Wasser vom Norden nach Süden umleiten“.

## Das Seebecken

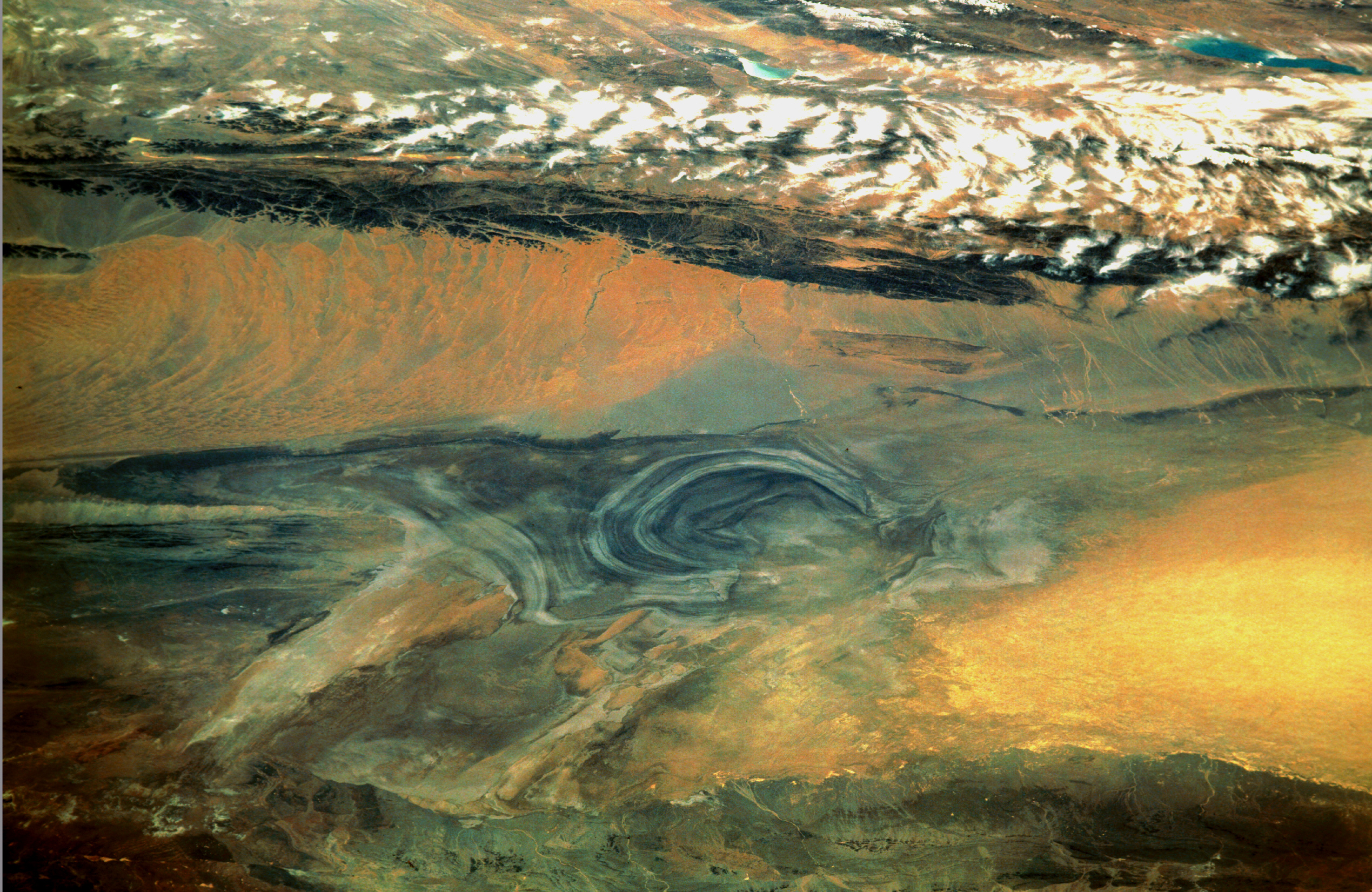
Satellitenaufnahme vom mittleren Teil des Seebeckens Lop Nor und der Wüste Lop Nor, über die ein Sandsturm hinweggeht (Blick Richtung Süden). Im Vordergrund sieht man die Hänge des Gebirges Kuruk Tag, im Hintergrund die Hänge des Kumtag und die Hochebene des Astintag, auf der rechts der See Ayakkum liegt und links der kleinere See Gas.

Seit 1961 oder 1962 ist der See Lop Nor mit seinen Zuflüssen Kontsche-darja und Kum-darja trockengefallen. Seitdem tritt sein ausgetrocknetes Seebecken in den Mittelpunkt des wissenschaftlichen, wirtschaftlichen und politischen Interesses.
Das Seebecken liegt mit 780 m Höhe über dem Meeresspiegel an der tiefsten Stelle des Tarimbeckens und ist mit 21.000 km² fast so groß wie Hessen. Es misst vom Südosten bis zum Nordwesten 260 km und hat eine maximale Breite von 145 km. Seine biotischen Ablagerungen häuften in den Jahrtausenden eine Schicht von 1,50 m an, die aus Pollen von Wasserpflanzen besteht und belegt, dass der Lop Nor in langen Zeiträumen Wasser geführt hat und ein Biotop für Wasserpflanzen gewesen ist.
Die Oberfläche besteht aus angeschwemmtem kalk- und salzhaltigem Boden und ist als Salztonebene von einer harten und teilweise hoch aufgebrochenen Salzkruste bedeckt, die den Nordosten der Salzwüste nahezu unpassierbar macht. Die braune Erdkruste und die steinharte, aber dünne weiße Salzkruste sind trügerisch; denn bereits einen halben Meter unter der Oberfläche dehnt sich ein gefährlicher Salzsumpf aus.
Auf Satellitenbildern sieht man im Westen des Seebeckens eine Helix in Form einer Ohrmuschel mit konzentrischen Kreisen. Die Salzablagerungen an seinen Küstenlinien haben diese Helix in langen Zeiträumen geformt. Die Ablagerungen sind so hart, dass sie mit einem Hammer oder mit einer Axt nicht zerschlagen werden können. Der Lop Nor füllte die Helix bis 1961 oder 1962 aus und erstreckte sich außerdem in geringerer Breite nach Norden.
John Hare sah 1996 den ausgetrockneten Lop Nor vom Norden aus und beschrieb ihn folgendermaßen:

„Die graue dunstige Oberfläche des Seebetts erstreckte sich bis an den Horizont. Im Osten schien eine Anzahl schwarzer Klumpen – wahrscheinlich kleine Hügel – auf einer Landzunge über den Horizont aufzuragen. Im Westen zitterten noch mehr schwärzliche Objekte, die wie Reiter wirkten in der aufsteigenden warmen Luft, aber abgesehen von diesen leicht ominösen Gebilden war Grau die vorherrschende Farbe. Selbst der blaue Himmel war hinter dem Staub verschwunden, den der heulende Wind jetzt aufwirbelte.“

## Erschließung der Bodenschätze

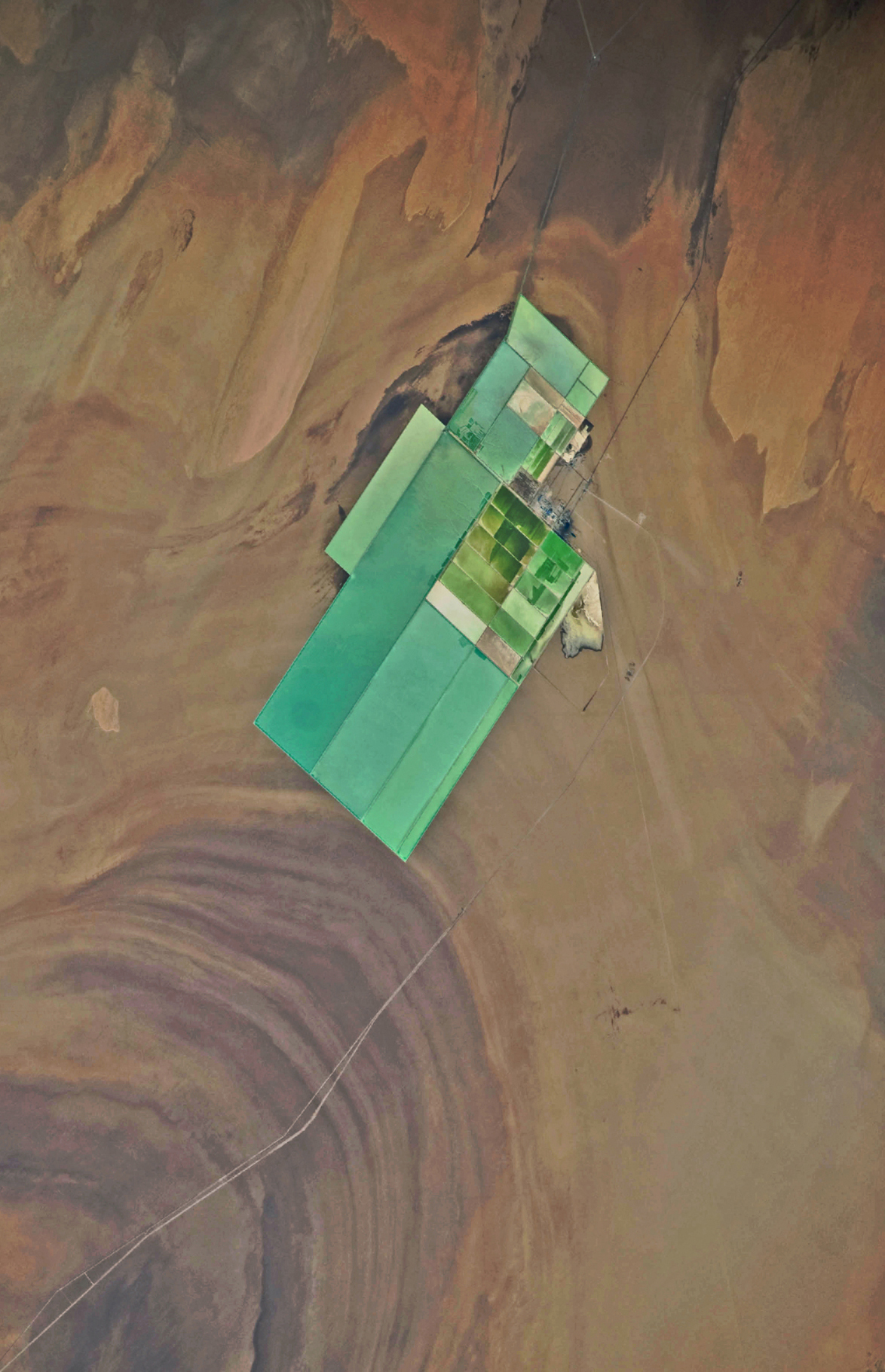
Das Satellitenbild vom 12. Oktober 2009 zeigt die Werksanlage zur jährlichen Herstellung von 1,2 Millionen Tonnen Kali-Dünger. Die Aufnahme zeigt auch die Anbindung der Werksanlage an die Fernstraße und die im Bau befindliche elektrifizierte Eisenbahnstrecke nach Hami.

Das Seebecken Lop Nor ist eine sedimentäre Salzlagerstätte von sylvinitischem Kalisalz für die Herstellung von Düngemitteln und enthält das größte Vorkommen von Sylvin in China. Es verfügt nachweislich über 240 Millionen Tonnen Kaliumchlorid und hat insgesamt geschätzte Reserven von 500 Millionen Tonnen Kalisalz. Die bestätigten Vorkommen befinden sich in einem Gebiet, das sich 60,5 km von Nord nach Süd und 32,5 km von Ost nach West mit einer Gesamtfläche von 1.710 km² erstreckt.
Die Erschließung eines Kaliumchlorid-Feldes durch die Lop Nur Sylvite Science and Technology Development Co. Ltd auf einer Fläche von 21,6 km² und der Bau der Pilotanlage wurden bis 2003 fertiggestellt. Ein Kaliumchloridwerk konnte bereits in seiner Testphase rund 1.000 Tonnen hochwertigen Kaliumsulfats erzeugen. Bis Ende 2003 belief sich der Ausstoß auf 5.000 Tonnen Kaliumsulfat. Die Pilotanlage wurde bis Dezember 2008 nach Süden hin zur jährlichen Herstellung von 1,2 Millionen Tonnen Kali-Dünger vergrößert. Das 10 × 21 km große Werk soll bis zum Jahr 2014 auf eine fast dreifache Größe erweitert werden, damit dann jährlich insgesamt 3 Millionen Tonnen Kali-Dünger hergestellt werden können. Der Standort des Werkes hat die Koordinaten 40° 27′ N, 90° 48′ O. Der Jahresverbrauch an Dünger betrug 1999 in China 36,7 Millionen Tonnen. Im Jahr 2009 wurden noch 4 Millionen Tonnen Kali-Dünger von China importiert.
Das benötigte Wasser wird vom Norden durch miteinander verbundene offene Kanäle zum Kaliumchloridwerk herangeführt. Neben den Kanälen stehen in bestimmten Abständen Pumpstationen, die das Grundwasser in die Kanäle einspeisen.
Das technische Verfahren wurde in Zusammenarbeit mit dem deutschen Professor i. R. für Anorganische und Anorganisch-technische Chemie Hans-Heinz Emons entwickelt.
Der Bau von Werken, die jährlich 80.000 Tonnen Natriumchlorat und 100.000 Tonnen Natriumhydroxid herstellen sollen, war 2003 in Planung.
Im Seebecken Lop Nor befinden sich zusätzlich Lagerstätten von Erdöl, Erdgas, Kohle, Eisen, Kupfer und Gold. Die Erschließung dieser Lagerstätten ist seit 2003 vorgesehen.
Im Juli 2005 entdeckte Prof. Dr. Li Zhenyu aus Wuhan am Südrand der Wüste Lop Nor an den nördlichen Ausläufern des Altun-Gebirges einen unterirdischen Grundwassersee, der über 10 km lang und etwa 4 km breit ist. Bereits im Frühjahr 2003 waren Grundwasservorräte im Osten der Wüste Lop Nor gefunden worden.
Seit 2006 gibt es eine Fernstraße, die Hami mit dem Werksgelände verbindet. Im Juni 2009 begann zusätzlich der Bau einer 360 Kilometer langen Eisenbahnstrecke von Hami zu diesem Werksgelände. „Wenn der Eisenbahnverkehr beginnt, wird es einfacher sein, Lop Nors Kalisalz zu transportieren“, sagte Wang Huisheng, der Präsident des State Development and Investment Corp, im Juni 2009. Die Eisenbahnstrecke berührt auch eine Lagerstätte von 23 Milliarden Tonnen Kohle und wird den Transport von Kohle zum Kohlekraftwerk in Hami ermöglichen.

## Kartenwerke
Im Jahr 2007 wurden 49 topographische Karten der Lop-Nor-Wüste im Maßstab 1:50.000 herausgegeben. Das vorausgehende Kartenwerk dieser Region stammte von Sven Hedin, dessen Central Asia atlas 1966 posthum veröffentlicht wurde. Sven Hedin verwertete in diesem Kartenwerk jene Routenaufnahmen, die bei seinen eigenen Expeditionen und bei den Expeditionen von Sir Aurel Stein in den Jahren 1896 bis 1935 entstanden waren.

## Forschungsgeschichte
Nikolai Michailowitsch Prschewalski suchte im Jahre 1876 den See Karakoshun auf und dachte irrtümlich, dass es sich hierbei um den See Lop Nor handelte. Er erkundete das Süd- und das Westufer und befuhr den Karakoshun in seiner halben Länge. Das sehr flache, aber offene Gewässer ging dann in eine dichte, nicht mehr schiffbare Schilfvegetation über, um schließlich in der Wüste zu verebben. In seinem Tagebuch schrieb er: Die Wüste hat den Fluss besiegt, der Tod das Leben bezwungen. In der geografischen Fachwelt bestanden Zweifel, ob Prschewalski tatsächlich den Lop Nor gefunden hatte.
Stielers Handatlas 1891 übernahm die Angaben von Prschewalski und gab dem Karakoshun den Namen Lob Nor.
Der bedeutende deutsche Chinaforscher Ferdinand von Richthofen behauptete, Prschewalski habe wahrscheinlich einen anderen See entdeckt, da der Lop Nor in den chinesischen Karten circa zwei Breitengrade weiter nördlich zu finden sei. Prschewalski wiederum bezweifelte die Verlässlichkeit der chinesischen Karten. Mehrere russische, englische und französische Expeditionen suchten nun den Lop Nor, folgten jedoch hauptsächlich den Spuren Prschewalskis und erreichten den Karakoshun.
Im Jahre 1901 beendete der schwedische Geograf und Entdeckungsreisende Sven Hedin diesen Streit. Er folgte den alten chinesischen Karten und fand den Lop Nor, einen fast ausgetrockneten und mit Schilf zugewucherten flachen See. Sven Hedin gab eine Erklärung für die Austrocknung des Lop Nor: Die früher vom Kum-darja mitgeführten Sand- und Schlammmassen, die sich im Lop Nor absetzten, hätten langsam das Seebecken angehoben, während gleichzeitig Stürme Sediment aus dem trockenliegenden Seebecken des Karakoshun abgetragen hätten. Der Kontsche-darja habe daraufhin seine Fließrichtung geändert und sei in das inzwischen tiefer liegende Seebecken des Karakoshun geflossen. Das sei der Grund, warum der Lop Nor und sein Zufluss Kum-darja im 19. Jahrhundert kein Wasser führten.
Sven Hedin bezeichnete den Lop Nor als „wandernden See“ und den Zufluss als „nomadisierenden Fluss“. Diese „räumliche Variabilität“ (Hedin) habe sich mehrfach wiederholt, zuletzt im Jahr 1921. Da habe der Kontsche-darja wieder den Kum-darja und den Lop Nor mit Wasser versorgt, während der Karakoshun ausgetrocknet sei.
In den Jahren 1980–1981 bereiste eine Forschungsgruppe der Chinesischen Akademie der Wissenschaften die Wüste Lop Nor und erstellte eine Karte mit den beiden getrennten Seebecken Karakoshun und Lop Nor. Die beiden Fragen, ob es richtig gewesen sei, den See Karakoshun als See Lop Nor zu benennen und ob Sven Hedin mit seiner Bezeichnung des Sees Lop Nor als „wandernden See“ recht gehabt habe, werden von den chinesischen Wissenschaftlern der Chinesischen Akademie der Wissenschaften in dem Buch The Mysterious Lop Lake verneint. Die beiden Seen hätten im 20. Jahrhundert nicht nur eine andere geografische Lage, sondern auch eine andere Höhe gehabt: der See Lop Nor 780 Meter, der See Karakoshun 790 Meter Höhe über dem Meeresspiegel. Daher sei es unmöglich gewesen, dass der tiefere See Lop Nor ein „wandernder See“ gewesen sei und in den höheren See Karakoshun „hinübergewandert“ sei.